# 프랑크 기링
프랑크 기링(독일어: Frank Giering, 1971년 11월 23일~2010년 6월 23일)은 독일의 배우이다.

## 작품 목록

### 영화
- 프리 투 리브 (2007년)
- 검은 양 대소동 (2006년)
- 밤에 부르는 노래 (2004년)
- 아나토미 2 (2003년) - 스벤 역
- 바더 (2002년)
- 포이즈너 (1998년)
- 성 (1997년) - 아터 역
- 퍼니 게임 (1997년)